# 日立建机
日立建机（英語：Hitachi Construction Machinery Co., Ltd.）是一家日本重型动力机械公司。

## 历史
1970年由日立建设机械制造株式会社和日立建机株式会社合并而成。1981年在东京证券交易所挂牌上市。1990年在大阪证券交易所挂牌上市。
2022年1月14日日立製作所宣布将持有的26%股份出售给伊藤忠商事和日本产业伙伴合资公司，2022年8月23日正式生效，不再是日立製作所的合并子公司。

## 产品

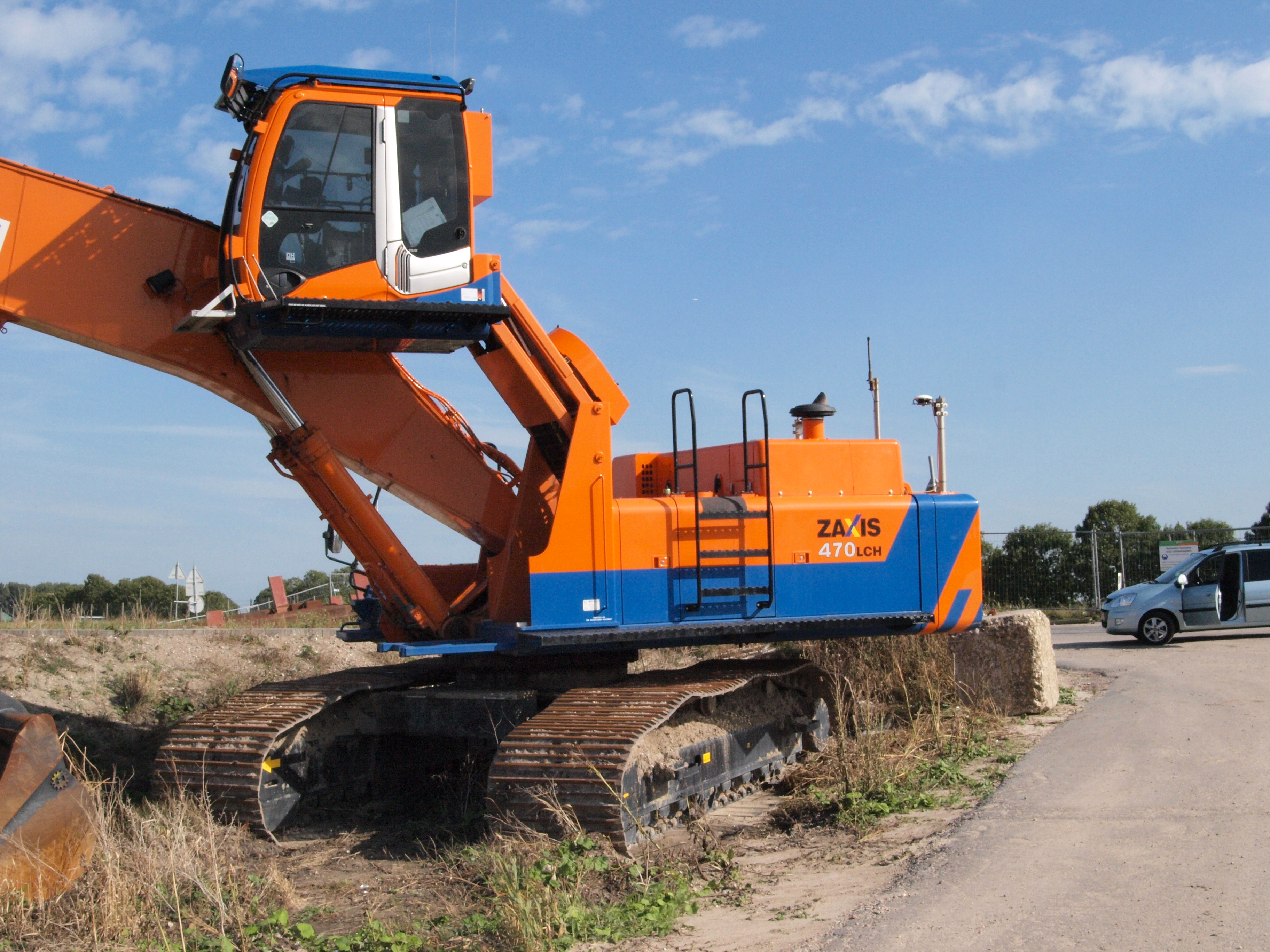
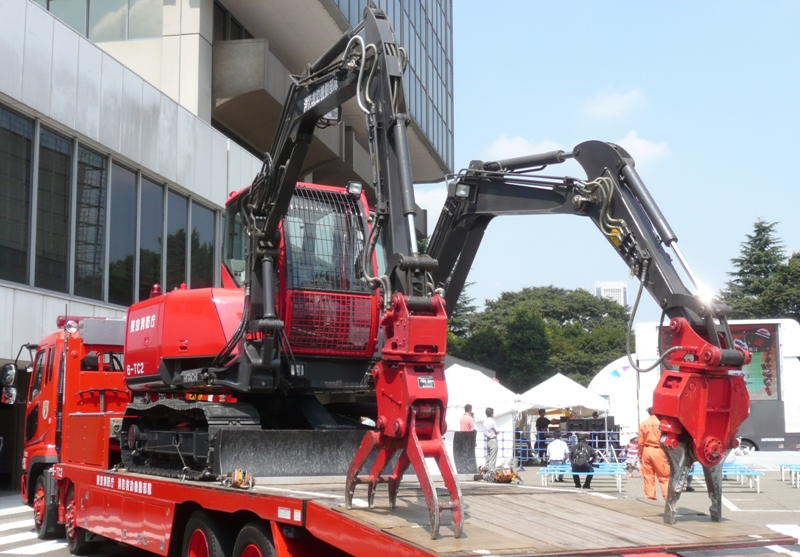
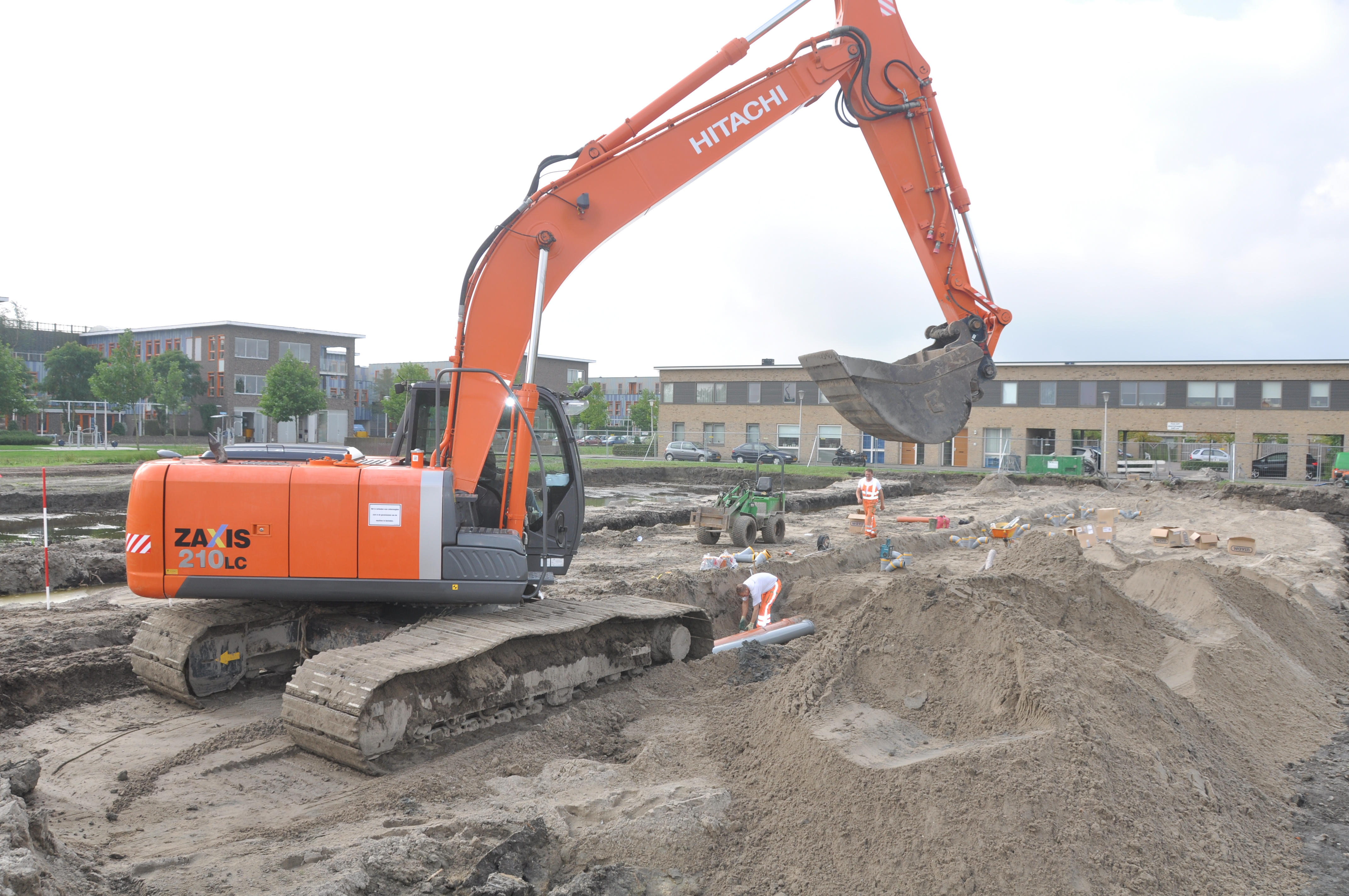
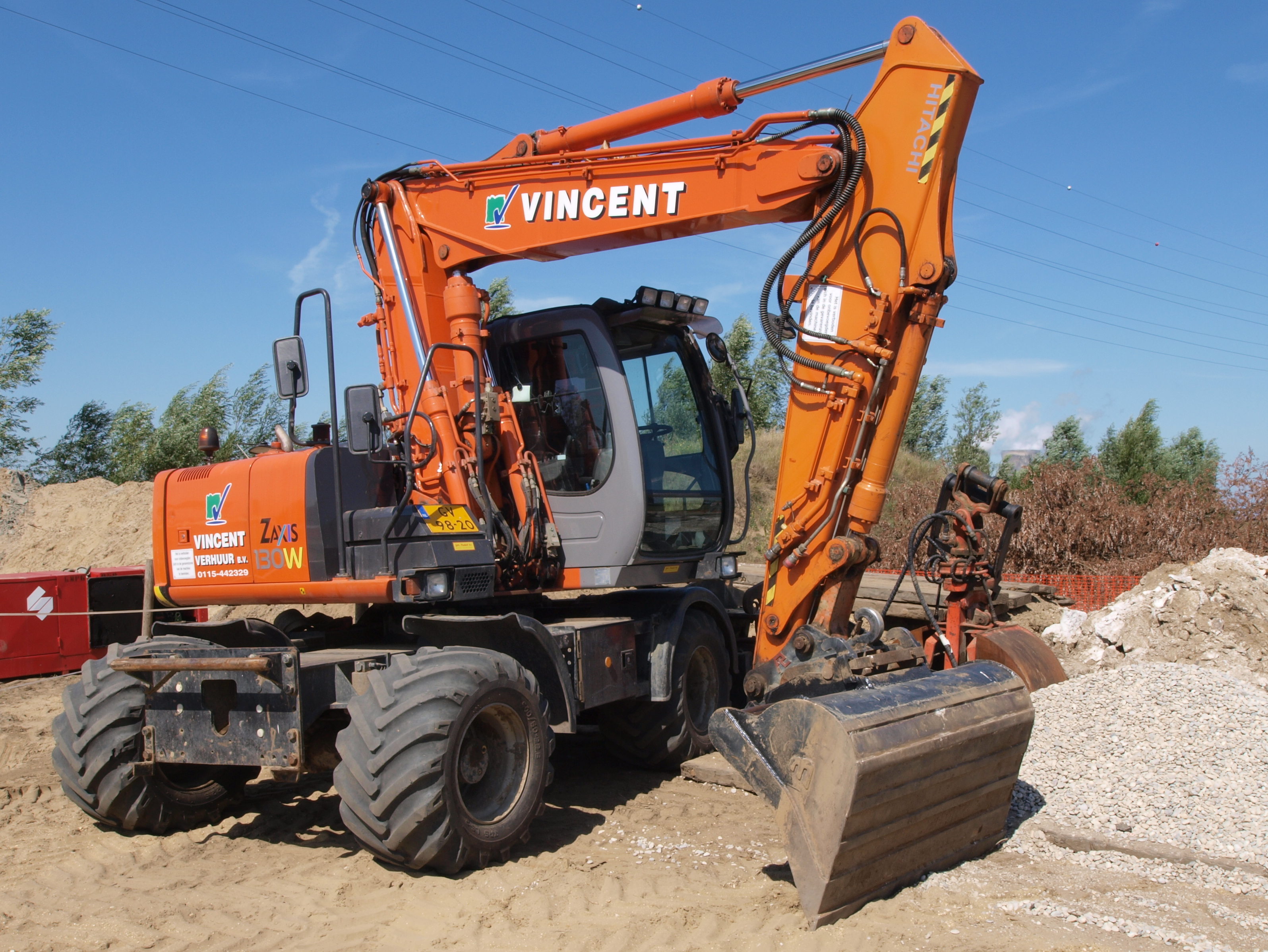
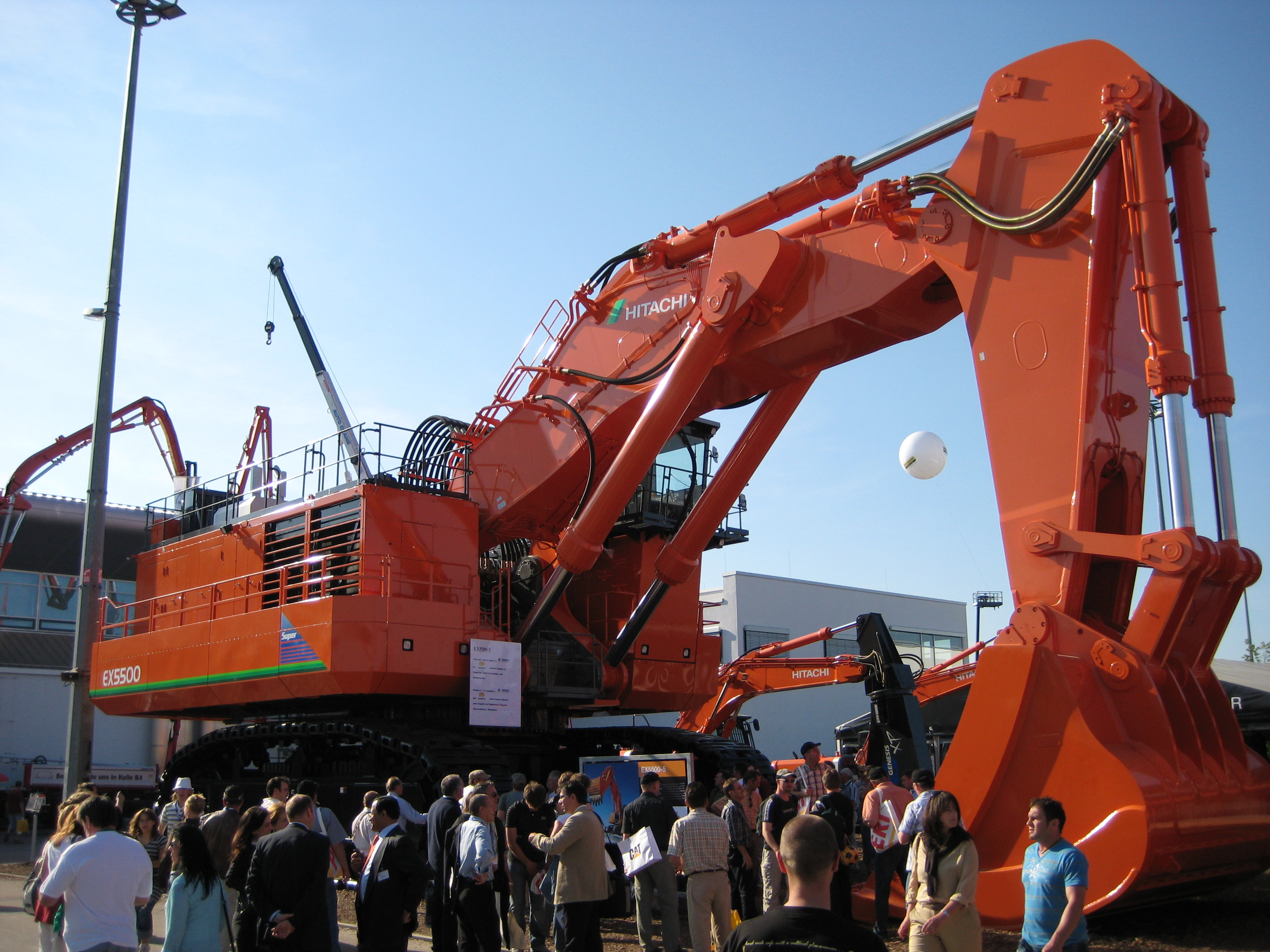
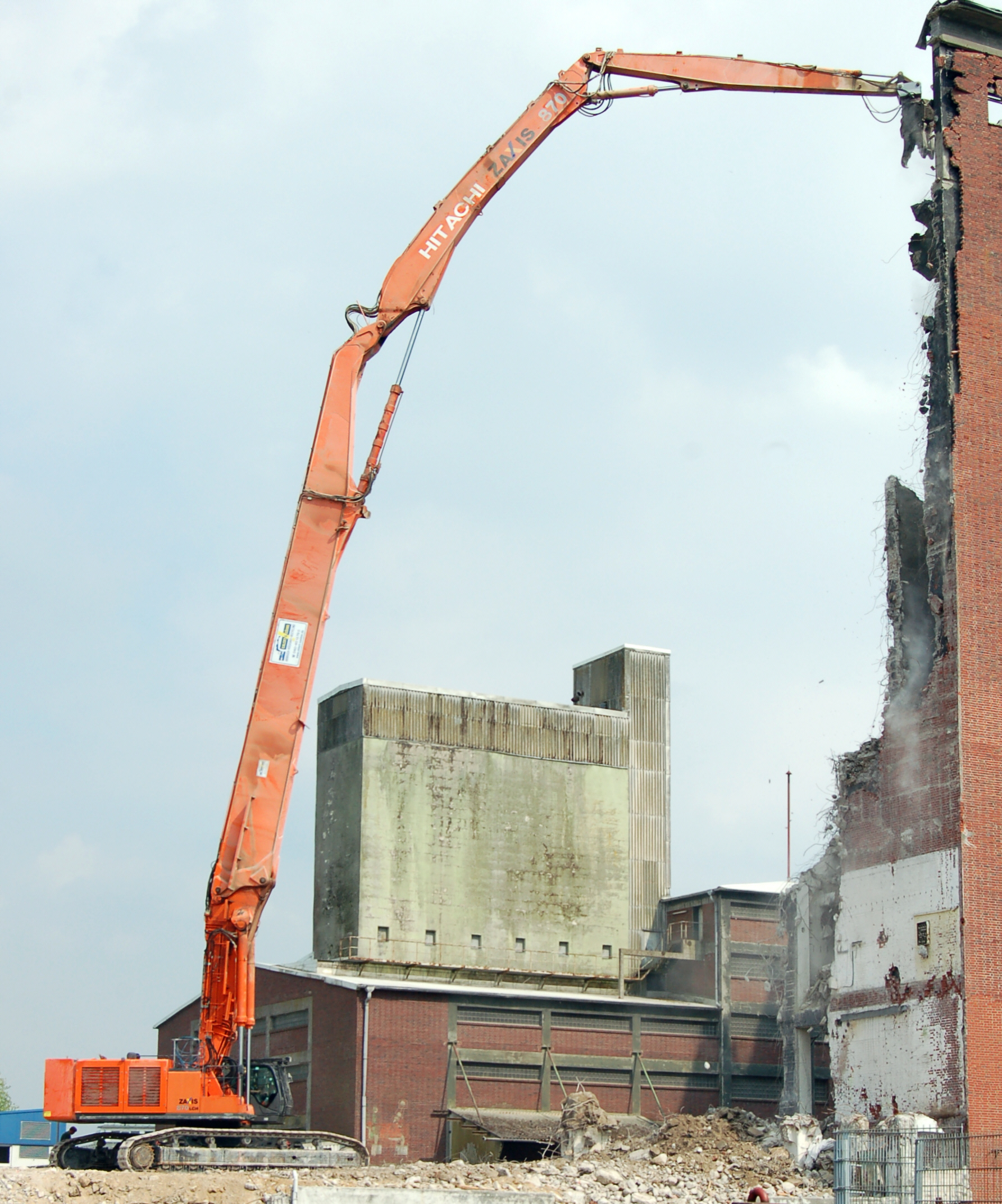
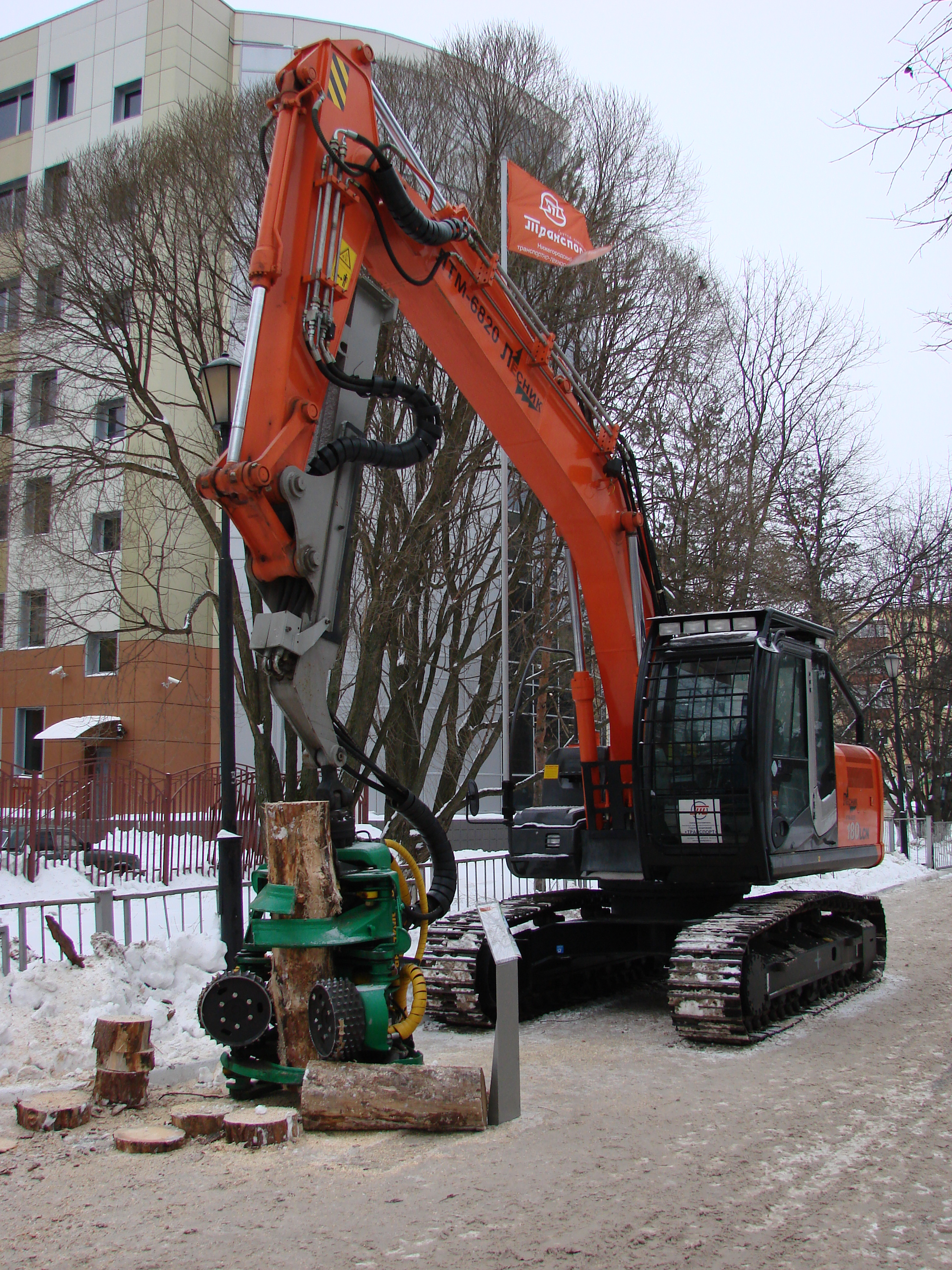
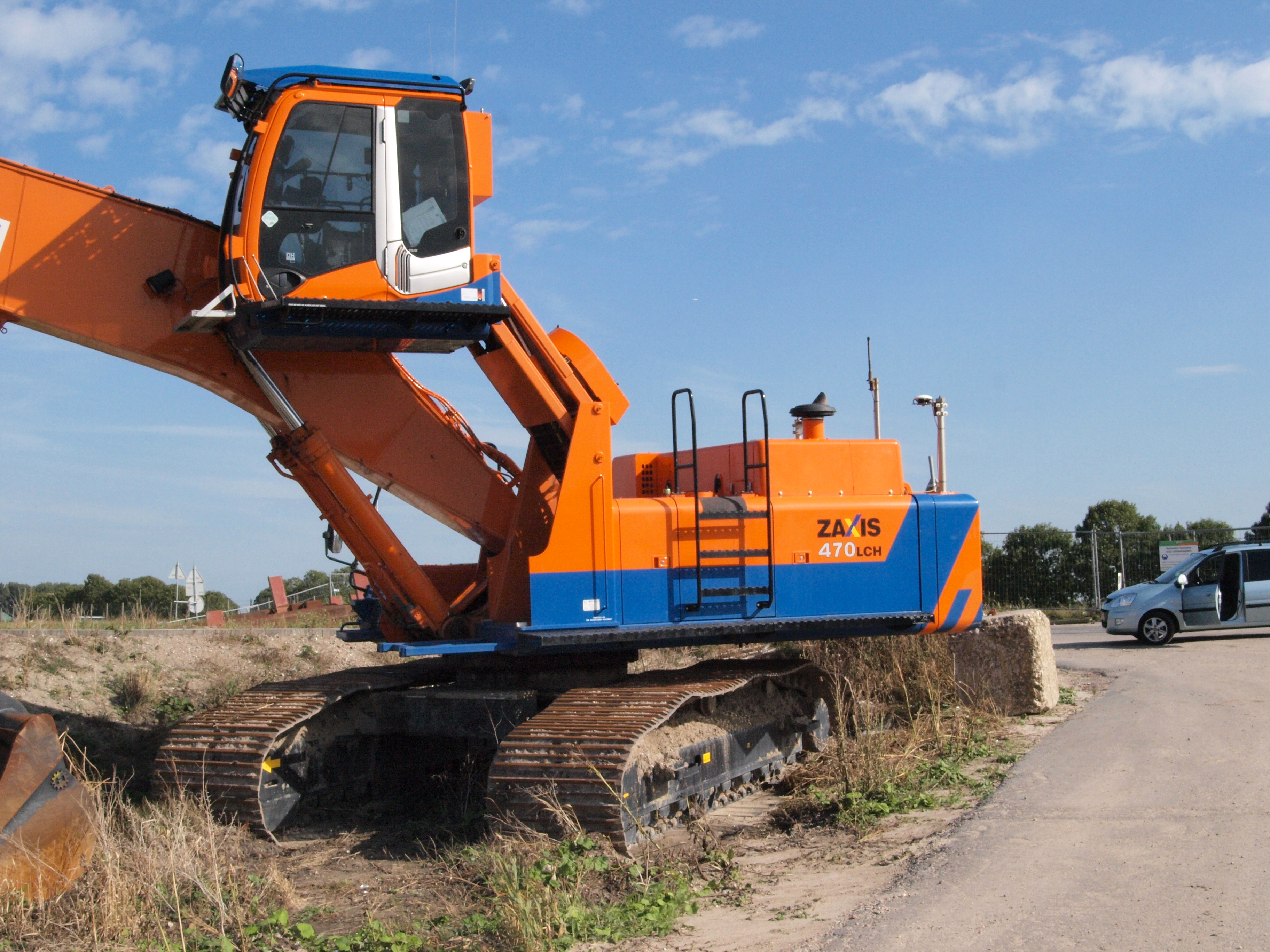

## 历任社长
- 初代社长 桥本真吉
- 2代社长 大内田正
- 3代社长 西元文平
- 4代社长 冈田元
- 5代社长 濑口龙一
- 6代社长 太宰俊吾
- 7代社长 木川理二郎
- 8代社长 辻本雄一
- 9代社长 平野耕太郎